# Otto-Kreisprozess
Der Otto-Kreisprozess (Gleichraumprozess) ist der Vergleichsprozess für den Ottomotor, der nach dem deutschen Erfinder Nicolaus Otto benannten Verbrennungskraftmaschine. Als Thermodynamischer Kreisprozess ist er rechtslaufend, d. h. Wärmeenergie wird in Bewegungsenergie (Arbeit) umgewandelt ({\displaystyle \rightarrow } Wärmekraftmaschine).
Die Bezeichnung Gleichraum beruht auf der Annahme, dass die Wärmezufuhr bei gleichbleibendem Volumen (isochor) stattfindet. Dazu im Gegensatz steht der Gleichdruckprozess (auch Diesel-Kreisprozess), bei dem die Wärmezufuhr bei konstantem Druck (isobar) erfolgt. Beide Kreisprozesse eignen sich nicht zur Berechnung der thermodynamischen Verhältnisse in Kolbenmotoren. In der Praxis muss der gemischte Kreisprozess angewandt werden.
Es gab Anfang des 20. Jahrhunderts Gleichraum-Gasturbinen, die den Gleichraumprozess mit zyklischer Verbrennung des Gasgemisches einsetzten. Diese nach seinem Konstrukteur Hans Holzwarth benannten Turbinen brauchten keinen Verdichter. Sie wurden durch die kontinuierlich arbeitenden Gleichdruck-Gasturbinen verdrängt.

## Der Vergleichsprozess

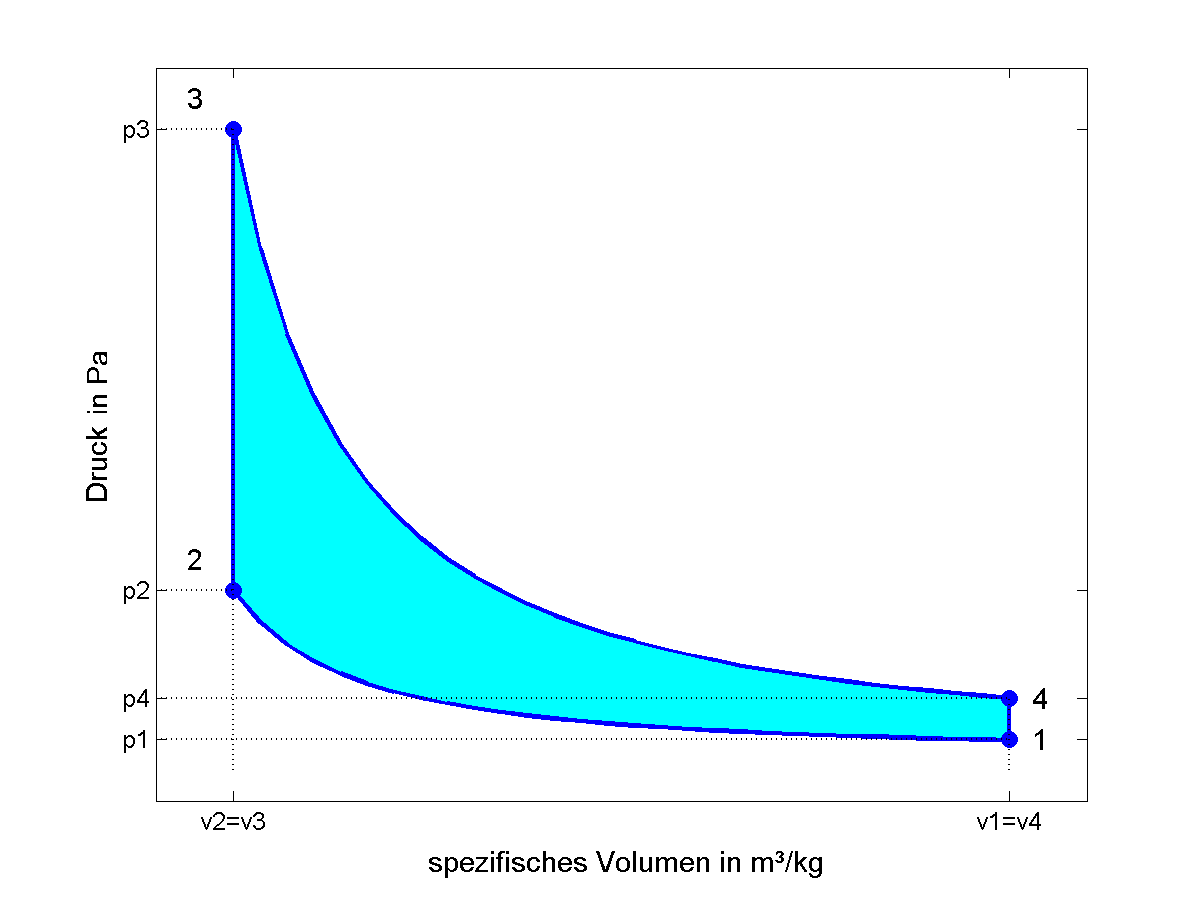
p-v-Diagramm des idealen Otto-Prozesses

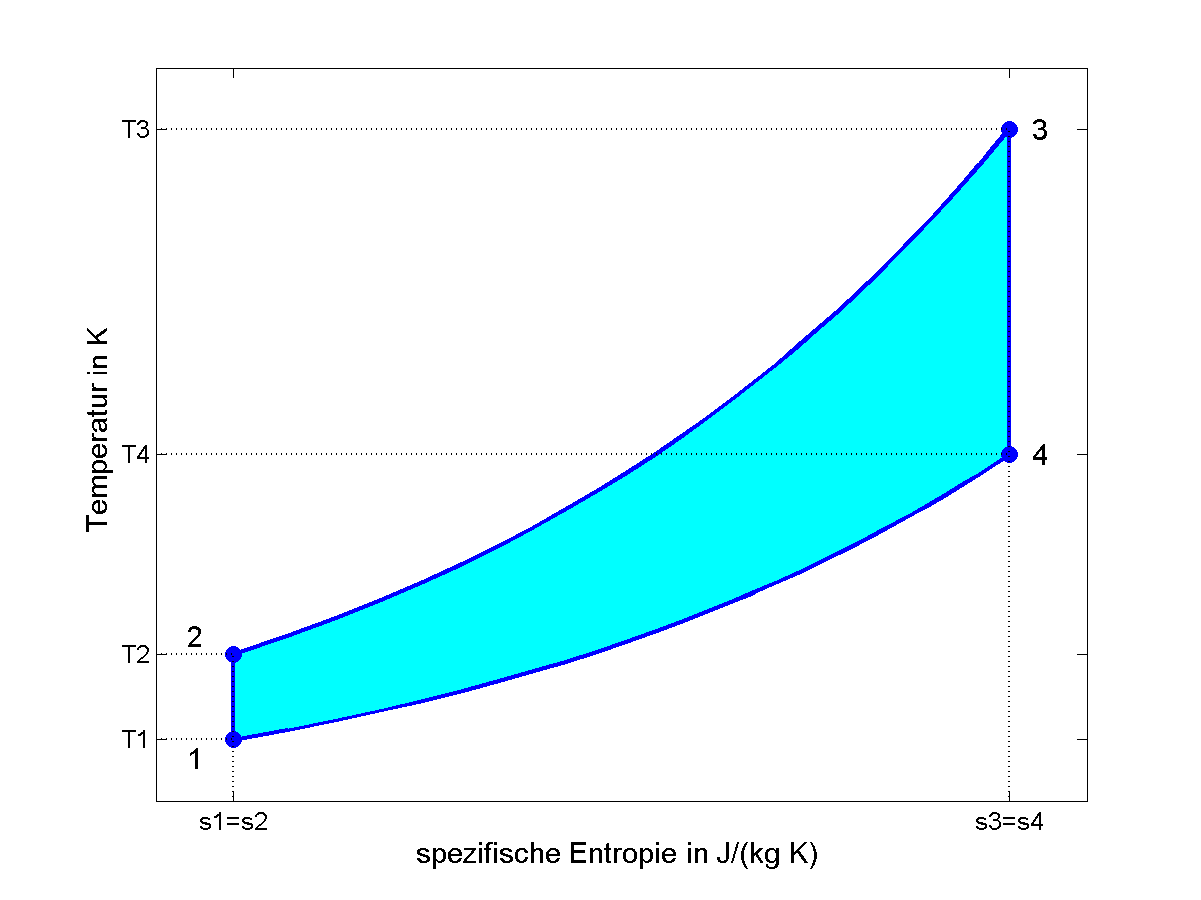
T-s-Diagramm des idealen Otto-Prozesses

besteht aus vier Zustandsänderungen eines idealen Gases innerhalb eines geschlossenen Systems. Er beinhaltet also keine chemische Umsetzung und auch keinen Ladungswechsel.
- 1 - 2 : isentrope Kompression
- 2 - 3 : isochore Wärmezufuhr (deshalb Gleichraumprozess!)
- 3 - 4 : isentrope Expansion
- 4 - 1 : isochore Wärmeabfuhr

Die durch den Linienzug 1-2-3-4 umschlossene Fläche in den Diagrammen entspricht der spezifischen Prozessarbeit {\displaystyle w}.

## Wirkungsgrad
Zur Veranschaulichung und leichten Berechnung der Zustandsgrößen wird als Arbeitsmedium ein ideales Gas mit temperaturunabhängiger spezifischer Wärmekapazität angenommen. Der thermische Wirkungsgrad des idealen Otto-Prozesses hängt dann nicht von der zugeführten Wärmemenge ab und lässt sich folgendermaßen bestimmen:
{\displaystyle \eta _{th\,\mathrm {Otto} }=1-{\frac {1}{\varepsilon ^{\kappa -1}}}}
Je höher das Verdichtungsverhältnis {\displaystyle {\tfrac {V_{1}}{V_{2}}}} und je höher der Isentropenexponent, desto höher der Wirkungsgrad.
{\displaystyle \ V_{1}} : Anfangsvolumen bzw. Expansionsvolumen
{\displaystyle \ V_{2}} : Kompressionsvolumen
{\displaystyle \varepsilon ={\frac {V_{1}}{V_{2}}}} : Volumenverhältnis (Verdichtungsverhältnis)
{\displaystyle \kappa ={\frac {c_{p}}{c_{v}}}} : Isentropenexponent
{\displaystyle \ c_{p}} : Spezifische Wärmekapazität bei konstantem Druck
{\displaystyle \ c_{v}} : Spezifische Wärmekapazität bei konstantem Volumen
Der thermische Wirkungsgrad des Gleichraumprozesses ist bei gleichem Verdichtungsverhältnis höher als der des Gleichdruckprozesses.

## Die Gleichungen für die Zustandsänderungen
Die spezifische Wärmezufuhr oder Heizenergie {\displaystyle q_{zu}} bestimmt die Druck- bzw. Temperaturzunahme. Für den Wirkungsgrad spielt sie keine Rolle.
{\displaystyle p_{2}=p_{1}\cdot \varepsilon ^{\kappa }}; Verdichtungsdruck
({\displaystyle p_{1}} ist der Anfangsdruck, z. B. 1 bar)
{\displaystyle T_{2}=T_{1}\cdot \varepsilon ^{\kappa -1}}; Verdichtungstemperatur
({\displaystyle T_{1}} ist die Anfangstemperatur vor dem Verdichtungstakt, z. B. 300 K)
{\displaystyle T_{3}=T_{2}+{\frac {q_{zu}}{c_{v}}}};  Temperatur nach der Wärmezufuhr (Maximale Temperatur)
({\displaystyle q_{zu}} ist die zugeführte spezifische Wärme)
{\displaystyle p_{3}=p_{2}\cdot {\frac {T_{3}}{T_{2}}}}; Druck nach der Wärmezufuhr (Maximaler Druck)
{\displaystyle p_{4}=p_{3}\cdot \varepsilon ^{-\kappa }}; Druck nach der Expansion

## Der ideale Otto-Motor

Ottomotor-Vergleichsprozess im p-V-Diagramm, Zusammenhang mit dem stilisierten Kurbeltrieb

Der ideale Motor hat keine Dissipationsverluste, mechanische Reibungsverluste, Hilfsaggregate, Zylinderkühlung und Dichtigkeitsverluste. Das Arbeitsgas hat über den gesamten Kreisprozess die gleichen Eigenschaften und keine Strömungsverluste. Es gibt keine Durchmischung von Ladungsgemisch mit Abgas.
Es gibt Zwei- und Vier-Takt-Motoren. Ein Takt besteht jeweils aus einem Kolbenhub bzw. einer halben Kurbelwellenumdrehung. Beim Viertakt-Ottomotor lassen sich die Zustandsänderungen wie folgt den Arbeitstakten zuordnen:
- 1. Takt = Ansaugen: Der Zylinder füllt sich mit Frischluft 0{\displaystyle \rightarrow }1.
- 2. Takt = Verdichten und Wärmezufuhr: isentrope Kompression 1{\displaystyle \rightarrow }2 und isochore Wärmezufuhr {\displaystyle q_{zu}} durch Zünden und Verbrennen der Gasladung 2{\displaystyle \rightarrow }3 im oberen Totpunkt, also bei konstantem Volumen (Gleichraumverbrennung).
- 3. Takt = Arbeitstakt: Isentrope Expansion 3{\displaystyle \rightarrow }4.
- 4. Takt = Ausblastakt (Wärmeabfuhr): Durch das Öffnen des Auslassventils expandieren die Abgase im unteren Totpunkt ohne weitere Arbeitsleistung nach außen 4{\displaystyle \rightarrow }1, und der Rest wird durch den Kolbenhub 1{\displaystyle \rightarrow }0 nach außen geschoben. Dabei wird die im Abgas enthaltene Wärme {\displaystyle q_{ab}} an die Umgebung abgegeben. Der ideale Prozess berücksichtigt nicht, dass die Restmenge im Kompressionsraum nicht den Umgebungszustand erreicht.

## Der reale Otto-Motor
Beim realen Ottomotor begrenzt die Klopffestigkeit des Gasgemisches den Verdichtungsdruck. Die Zustandsänderungen des Gleichraumprozesses entsprechen nicht dem realen Motor, da für die Verbrennung Zeit erforderlich ist (s. u.). Mit einem entsprechend angepassten Seiliger-Kreisprozess erhält man eine wesentlich bessere Annäherung. Das Luft-Gasgemisch beim Verdichten und die Brenngase beim Expandieren haben unterschiedliche Stoffeigenschaften und sind stark temperaturabhängig (kleinerer Isentropenexponent und größere Wärmekapazität bei hohen Temperaturen). Abgase (verbrannte Luft, hauptsächlich Stickstoff, Wasserdampf und Kohlenstoffdioxid)  haben andere thermodynamische Eigenschaften als Luft-Gasgemische oder Frischluft. Deshalb ist auch der Seiligerprozess für realitätsnahe Berechnungen zu ungenau.
Gegenüber dem Vergleichsprozess gibt der reale Prozess im Motor zudem eine geringere Arbeit ab, weil:
- das Ansaugen und Ausschieben mit Reibungsverlusten verbunden ist (linksdrehende Schleife zwischen 0 und 1 im p-V-Diagramm, Ladungswechselarbeit)
- die Verbrennung nicht isochor erfolgt, sondern Zeit erfordert, in der sich die Kurbelwelle weiterdreht. Deshalb erfolgt die Zündung vor dem oberen Totpunkt, und die Verbrennung ist erst nach dem o. T. abgeschlossen. Die Spitze im Diagramm bei 3 liegt tiefer und ist abgerundet.
- ein Teil der durch die chemische Reaktion zugeführten Energie (neben unvollständiger Verbrennung und endothermer Bildung von Stickoxid) ohne Arbeitsleistung durch Wärmeübergang an die Zylinderwände verloren geht. Der Expansionsverlauf liegt deshalb unterhalb des idealen Verlaufes.
- das Auslassventil vor dem unteren Totpunkt geöffnet wird. Die Prozessfläche wird im Punkt 4 nach unten abgerundet.

Das Verhältnis von im Motor freigesetzter zu theoretischer Arbeit des Prozesses wird als Gütegrad bezeichnet. Reale Motoren haben zusätzlich eine mechanische Verlustleistung aus Reibung und der erforderlichen Leistung für Neben- und Hilfsantriebe (Ventile, Pumpen für Öl und Kühlwasser, Ventilator), die ca. 10 % der Nennleistung betragen kann und den Wirkungsgrad weiter vermindern.